# „Betört ablak”-elv

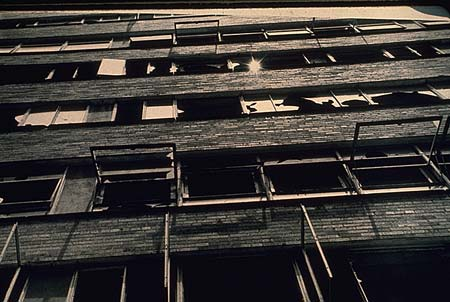
A Pruitt-Igoe ház betört ablakai

A „betört ablak” elve (angolul broken windows theory) James Q. Wilson és George L. Kelling kriminológiai elmélete, melyet először az amerikai The Atlantic Monthly magazin 1982. márciusi számában tettek közzé. Az elmélet szerint a bűnözés a zűrzavar, a rendetlenség elkerülhetetlen következménye. Ha betörnek egy ablakot és kijavítatlanul marad, az arra járók azt gondolják, hogy senki nem törődik a házzal. Hamarosan egyre több ablakot törnek be, és az elhanyagoltság szelleme az épülettől az utcára terjed; jelzést adva arra, hogy mindent szabad. Az ilyen, a betört ablakokhoz hasonló kisebb problémák, mint a szemetes utcák, a graffiti, az agresszív koldulás egy negatív spirált indítanak el. Az elméletből az is következik, hogy ezek kijavításával elindulhat a megújulás, megszépülés, a bűnözés visszaszorítása is.
A magyar kultúrában szokás egy egyén vagy család elhanyagolt körülményeiből (kosz, rendetlenség) arra következtetni, hogy önálló életre képtelenek. Ez azonban előítéletes vélekedés, például ha az illető többé-kevésbé autista.

## Az elmélet igazolásai

### New York
George L. Kellinget New York Város Közlekedési Hatósága 1985-ben hivatalos tanácsadónak kérte fel, aki a szervezet igazgatójával David Gunn-nal elkezdte átültetni a gyakorlatba is az elvet. Az 1984-től 1990-ig tartó első szakaszban a graffitiktől tisztították meg a metropolisz földalattiját. A második szakaszban pedig a bliccelésre, és más, az emberek pozitív hozzáállását erodáló folyamatokra koncentráltak. A javulás szemmel látható volt, a földalatti nemcsak tisztábbá, hanem sokkal biztonságosabbá is vált. Ezt látva Kellinget később a Los Angeles-i és a bostoni rendőrség is tanácsadónak alkalmazta.

### Hollandia
A Groningeni Egyetemen tanító Kees Keizer és munkatársai gyakorlati kísérletekkel igazolták, hogy a graffitis környezetben jóval többen szemetelnek, mint tiszta környezetben (az arra járók 69 százaléka a 33 százalékkal szemben). Sőt azt is megfigyelték, hogy rendetlenség esetén a lopási hajlandóság a kétszeresére nő.